# Groupe d'intervention
Un groupe d'intervention désigne généralement une équipe professionnelle (police, armée, administrations) prête à agir dans certaines circonstances, notamment dans l'urgence et en cas de dernier recours. Cette page récapitule ces groupes, par ordre alphabétique des pays.

## Algérie
- DSI : Détachement spécial d'intervention (Gendarmerie nationale)

## Allemagne
- Grenzschutzgruppe 9 (GSG 9)
- Spezialeinsatzkommandos (SEK)
- Beweissicherungs und Festnahmeeinheit (BFE)
- BFE +

## Angleterre
- Metropolitan Police Specialist Firearms Command, Londres
- Special Air Service (SAS)

## Belgique
- Direction des unités spéciales

## Brésil
- Batalhão de Operações Policiais Especiais, État de Rio de Janeiro

## Cameroun
- ESIR : Équipes spéciales d'intervention rapides (police nationale)

## Canada
- Gendarmerie royale du Canada, groupe tactique d'intervention (compétence nationale)
- Toronto Police Emergency Task Force
- Sûreté du Québec, Groupe tactique d'intervention

## Chine

### Hong Kong
- Special Duties Unit

## États-Unis
- Swat : unité spécialisée existante dans les principales polices des États-Unis
- Bureau of Alcohol, Tobacco, Firearms and Explosives : Special Response Teams (SRT)
- Drug Enforcement Administration : Clan Lab Enforcement Teams (CLET) pour la fouille des laboratoires clandestins de drogue
- Federal Bureau of Investigation : Hostage Rescue Team (HRT)
- Federal Bureau of Investigation : Special Weapons and Tactics Teams (1 par État)
- Bureau fédéral des prisons : Special Operations and Response Teams (SORT)
- US Immigration and Customs Enforcement (ICE) : Special Response Teams
- Département de l'Énergie des États-Unis : Office of Safety and Security (OSS) et Special Response Teams (SRT)
- Département de l'Énergie des États-Unis : Special Response Force (SRF)
- United States Marshals Service : Special Operations Group (SOG)
- Felony Investigative Assistance Team : SWAT Unit
- US Military Police Corps : Military Police Special Reaction Team (SRT)
- United States Marine Corps : Military Police Special Reaction Team (SRT)
- United States Air Force : Security Forces Emergency Services Team (EST)
- New York City Police Department : New York City Police Department Emergency Service Unit (NYPD ESU)
- Los Angeles Police Department

## Finlande
- Karhu Ryhmä

## France
——- Groupe d’intervention spécial——-
- Le Groupe d'intervention de la Gendarmerie nationale, plus connu sous l'abréviation GIGN
- Le RAID (Recherche, Assistance, Intervention, Dissuasion) groupe d’intervention de la police nationale
- La Brigade de recherche et d'intervention (BRI) Groupe d’intervention de la police judiciaire de France

- Les Équipes régionales d'intervention et de sécurité (ÉRIS) de l'Administration pénitentiaire française
- Les Groupes d'intervention régionaux (entités policières françaises pluridisciplinaires)
- Les antenne du GIGN (ex-PI2G)
- Les antennes du GIGN Outre-Mer (ex-GPI)
- Les Compagnie de sécurisation et d'intervention (CSI) de la sous direction des services spécialisés (SDSS) de Paris
- La Brigade anti-criminalité (BAC)
- La Brigade d'intervention (BI)
- Le 1er régiment de parachutistes d'infanterie de marine (1er RPIMa)
- Le Peloton de surveillance et d'intervention de la gendarmerie (PSIG)
- Les Commandos marine
- Le Commando parachutiste de l'air n° 10 (CPA10)
- Le Peloton spécialisé de protection de la Gendarmerie (PSPG)
- Le Groupe d'intervention de la Police nationale (GIPN) Devenues Antennes RAID dans les villes suivantes : Bordeaux, Lille, Lyon, Marseille, Nice, Rennes, Strasbourg, Toulouse, Montpellier, Nancy depuis le 1er Janvier 2014 et Outre-Mer depuis Mars 2019 à Nouméa (Nouvelle Calédonie), Pointe-à-Pitre (Guadeloupe) et Saint-Denis (La Réunion).
- La Brigade de répression et d'intervention (BRI)

## Guinée
——- Groupe d’intervention spécial——-
- Le Groupement des forces spéciales
- Le Groupement des forces d’intervention rapide

## Irlande
- Garda Síochána

## Israël
- Yamam ou Ymm (Forces spéciales israéliennes contre-terroristes)

## Maroc
- Groupe spécial d'intervention de la gendarmerie royale, GSIGR, et les groupes d'intervention de la marine royale, GIMR

B.C.I Brigade central d'intervention
B.R.I brigade régional d'intervention

## Suède
- Nationella insatsstyrkan

## Suisse
- Détachement d'action rapide et de dissuasion, DARD

## Tunisie
- Brigade antiterrorisme, BAT

## Autres pays
• Scordia : service de protection impérial scordienne departement C (spisdC) 